# Marathon van Enschede 1987
De marathon van Enschede 1987 werd gelopen op zaterdag 20 juni 1987. Het was de 21e editie van deze marathon.
De Nederlander Marti ten Kate kwam bij de mannen als eerste over de streep in 2:13.52. Aangezien het evenement ook dienstdeed als Nederlands kampioenschap marathon, veroverde hij met deze prestatie tevens de nationale titel. De Zwitserse Helen Comsa won de wedstrijd bij de vrouwen in 2:39.29. De nationale titel bij de vrouwen werd, net als in de twee voorafgaande edities van deze marathon, gewonnen door Eefje van Wissen, die in 2:46.28 als tweede overall over de finish kwam. Dit was in totaal haar vijfde titel.
In totaal finishten zo'n 800 lopers de wedstrijd.

## Uitslagen

### Mannen
| rang   | naam                | land | tijd    | opmerkingen |
| ------ | ------------------- | ---- | ------- | ----------- |
| Goud   | Marti ten Kate      | NED  | 2:13.52 | 1e NK       |
| Zilver | Karel Lismont       | BEL  | 2:14.03 |             |
| Brons  | Gianfranco Vergine  | ITA  | 2:14.59 |             |
| 4      | Csaba Lezak         | HUN  | 2:17.45 |             |
| 5      | Richard Vollenbroek | NED  | 2:18.32 | 2e NK       |
| 6      | Gerard Smit         | NED  | 2:19.12 | 3e NK       |
| 7      | Edward Rydzewski    | POL  | 2:19.34 |             |
| 8      | Luca Foglia         | SUI  | 2:19.54 |             |
| 9      | Jacek Konieczny     | POL  | 2:19.58 |             |

### Vrouwen
| rang   | naam              | land | tijd    | tijd  |
| ------ | ----------------- | ---- | ------- | ----- |
| Goud   | Helen Comsa       | SUI  | 2:39.29 |       |
| Zilver | Eefje van Wissen  | NED  | 2:46.28 | 1e NK |
| Brons  | Ine Valentin      | NED  | 2:49.02 | 2e NK |
| 4      | Margrit Isenegger | SUI  | 2:50.45 |       |
| 5      | Anne van Schuppen | NED  | 2:50.47 | 3e NK |
| 6      | Anna Krol         | POL  | 2:51.55 |       |
| 7      | Leslie Watson     | SCO  | 2:53.23 |       |

1947 ·
1949 ·
1951 ·
1953 ·
1955 ·
1957 ·
1959 ·
1961 ·
1963 ·
1965 ·
1967 ·
1969 ·
1971 ·
1973 ·
1975 ·
1977 ·
1979 ·
1981 ·
1983 ·
1985 ·
1987 ·
1989 ·
1991 ·
1992 ·
1993 ·
1994 ·
1995 ·
1996 ·
1997 ·
1998 ·
1999 ·
2000 ·
2001 ·
2002 ·
2003 ·
2004 ·
2005 ·
2006 ·
2007 ·
2008 ·
2009 ·
2010 ·
2011 ·
2012 ·
2013 ·
2014 ·
2015 ·
2016 ·
2017 ·
2018 ·
2019 ·
2020 · 2021 ·
2022 ·
2023 ·
2024 ·
2025